# Juan Carlos Chávez
Juan Carlos Chávez Zárate (Zamora, Michoacán; 18 de enero de 1967) es un exfutbolista y entrenador mexicano.
Llegó a ser internacional con la Selección de México e integró el plantel que disputó la Copa Mundial de Fútbol de 1994.
Actualmente se desempeña como auxiliar técnico de Alfonso Sosa en Leones Negros de la U. de G. de la Liga de Expansión MX.

## Trayectoria

### Futbolista
Debutó en la Primera División de México con los Rojinegros del Atlas en la Temporada 1988-1989. 
Se retiró con los Tuzos del Pachuca al concluir el Invierno 1998.

### Auxiliar y entrenador
Fue el primer entrenador en la historia de Dorados de Sinaloa (club fundado de cara a la Temporada 2003-2004 en la Primera División 'A'). Con el Gran Pez conquistó el Apertura 2003 al vencer en la Final a Cobras. En el Clausura 2004, Dorados volvió a llegar a la final, pero perdió ante el Club León por marcador global de 2-1, pero en la Final de Ascenso 2003-04 contra el propio cuadro guanajuatense, para determinar qué equipo accedería al Máximo Circuito, Dorados se llevó la serie (5-4 marcador global, Estadio Nou Camp 2-2 y Estadio Banorte 3-2). Después de obtener el ascenso fue separado del cargo.  
También ha dirigido a:
Tapatío, Club León, Mérida FC, Cimarrones de Sonora y a Correcaminos de la UAT, en la Liga de Ascenso de México; en tanto que en la Primera División de México a los Tiburones Rojos de Veracruz y a los Rojinegros del Atlas.
Estuvo al frente de la Selección de México Sub-20 del 15 de febrero de 2009 al 19 de septiembre de 2011. Con el Tricolor conquistó el Campeonato Sub-20 de la Concacaf de 2011 en Guatemala y con ello el pase a la Copa Mundial de Fútbol Sub-20 de 2011 en Colombia; en el certamen obtuvo el tercer sitio luego de vencer a Francia en el duelo por el tercer y cuarto lugar. 
Ha sido auxiliar técnico de Alfonso Sosa en Atlético de San Luis (Apertura 2019), Club Necaxa (2020) y Leones Negros de la U. de G. (Apertura 2021-Act.).

## Clubes

### Futbolista
| Club        | País   | Año           |
| ----------- | ------ | ------------- |
| Atlas       | México | 1988-1991     |
| Club Puebla | México | 1991-1992     |
| Atlas       | México | 1992-1995     |
| Tigres      | México | 1995-1996     |
| Atlas       | México | 1997-1998     |
| Pachuca     | México | Invierno 1998 |

### Entrenador
| Club                   | País   | Año           |
| ---------------------- | ------ | ------------- |
| Tapatío                | México | Verano 2003   |
| Dorados de Sinaloa     | México | 2003-2004     |
| Club León              | México | Clausura 2005 |
| Veracruz               | México | Apertura 2005 |
| Club León              | México | Apertura 2006 |
| Dorados de Sinaloa     | México | 2008          |
| México Sub-20          | México | 2009-2011     |
| Atlas                  | México | 2011-2012     |
| Mérida FC              | México | 2014-2015     |
| Cimarrones de Sonora   | México | 2016-2017     |
| Correcaminos de la UAT | México | 2018-2019     |

## Palmarés

### Futbolista
Campeonato internacional
| Título                                | Club        | Sede              | Año  |
| ------------------------------------- | ----------- | ----------------- | ---- |
| Copa de Campeones de la Concacaf 1991 | Club Puebla | Trinidad y Tobago | 1991 |

### Entrenador
Campeonatos nacionales
| Categoría            | Título                   | Club               | País   |
| -------------------- | ------------------------ | ------------------ | ------ |
| Primera División 'A' | Apertura 2003            | Dorados de Sinaloa | México |
| Primera División 'A' | Final de Ascenso 2003-04 | Dorados de Sinaloa | México |

Campeonato internacional
| Categoría | Título                                   | Club               | Sede      |
| --------- | ---------------------------------------- | ------------------ | --------- |
| Sub-20    | Campeonato Sub-20 de la Concacaf de 2011 | Selección mexicana | Guatemala |

Otro
| Puesto | Competencia                           | Club               | Sede     |
| ------ | ------------------------------------- | ------------------ | -------- |
| 3ro.   | Copa Mundial de Fútbol Sub-20 de 2011 | Selección Mexicana | Colombia |

## Selección nacional

### Absoluta

#### Participación en Copa del Mundo
| Mundial                        | Sede           | Resultado        | Partido | Gol |
| ------------------------------ | -------------- | ---------------- | ------- | --- |
| Copa Mundial de Fútbol de 1994 | Estados Unidos | Octavos de final | 1       | 0   |

| Fecha       | Estadio                          | Encuentro | Resultado |
| ----------- | -------------------------------- | --------- | --------- |
| 28 de junio | RFK Memorial Stadium, Washington | Fecha 3   | 1-1       |